# 브루노 랭글리
브루노 랭글리(Bruno Langley, 1983년 3월 21일~)는 영국의 음악가이자 전 배우이다. 영국의 장수 드라마 <코로네이션 스트리트>에서 2001년부터 2017년까지 대런 마이클스, 토드 그림쇼 역으로 출연하였으며, 2005년 SF 드라마 <닥터 후>에서 애덤 미첼 역으로 출연하였다.
2017년 10월 성폭행 폭로로 구설수에 올랐다. 코로네이션 스트리트 제작진 측은 랭글리의 출연 계약이 종료됐다고 밝혔다. 그레이터맨체스터주 경찰은 브루노 랭글리가 두 건의 성폭행 혐의로 기소되었다고 발표했다. 2017년 11월 28일 재판에서 두 건 모두 유죄를 시인하면서, 공동체 봉사활동 12개월을 선고받았다.
2021년 첫 음반을 발매하여 가수로서의 포부를 펼칠 뜻을 밝혔다.

## 활동

### 영화와 텔레비전 출연
2001년부터 2004년까지 ITV에서 방송되는 연속극 드라마 <코로네이션 스트리트>에 토드 그림쇼 (Todd Grimshaw) 역으로 정기 출연하였다. 작중 토드 그림쇼는 공개적으로 자신이 게이임을 밝히고 다니는 등장인물로서, 게이 시청자들로부터 큰 관심을 받았다.
이에 앞서 <코로네이션 스트리트>의 2000년 8월 4일 방영분에서는 캔디스 (Candice)의 남자친구 대런 마이클 역으로 출연했다. 2001년부터 2002년까지 드라마 <린다 그린>에서 주인공 린다 그린의 남동생, 필립 피즈 그린 (Philip "Fizz" Green) 역으로 출연하기도 했다.
<코로네이션 스트리트>에서 하차한 뒤, 2005년 경쟁 방송사 BBC에서 방송되는 SF 드라마 <닥터 후>의 "Dalek"과 "The Long Game" 편에 애덤 미첼 역으로 출연하였다. 에피소드 DVD 출시와 함께 오디오 해설자로 나서기도 했다. 2005년 6월에 개봉한 장편 영화 <더 리그 오브 젠틀맨 아포칼립스>, 드라마 <달지엘과 파스코>에도 출연하였다.
2007년에는 <코로네이션 스트리트>의 게스트 배우로 복귀해 총 12화에 걸쳐 출연했다. 2011년 4월에는 또다른 에피소드에 단역으로 출연하였다. 2013년 6월에는 브루노 랭글리가 토드 그림쇼 역으로 정규 복귀한다는 소식이 발표, 11월 4일 방영분부터 등장하였다. 그러나 2017년 성폭행 혐의 논란과 함께 그해 10월에 출연계약이 종료되면서 하차하였다.

## 필모그래피

### 텔레비전
| 연도                                         | 제목                                   | 역할                 | 출연분                                |
| -------------------------------------------- | -------------------------------------- | -------------------- | ------------------------------------- |
| 2000년                                       | 코로네이션 스트리트                    | 대런 마이클스        | 1화                                   |
| 2001년~2004년, 2007년, 2011년, 2013년~2017년 | 코로네이션 스트리트                    | 토드 그림쇼          | 정규 등장인물, 821화                  |
| 2001년~2002년                                | 린다 그린                              | 필립 "피즈" 그린     | 6부작                                 |
| 2003년                                       | 눈 속의 별: 코로네이션 스트리트 스페셜 | 자신 / 로비 윌리엄스 | 코로네이션 스트리트 스핀오프 에피소드 |
| 2005년                                       | 닥터 후                                | 아담 미첼            | 2화 "Dalek" / "The Long Game"         |
| 2005년                                       | 달지엘과 파스코                        | 제이슨 파커          | 2화                                   |

### 영화
| 연도   | 제목                           | 역할             |
| ------ | ------------------------------ | ---------------- |
| 2005년 | 더 리그 오브 젠틀맨 아포칼립스 | 데이먼           |
| 2006년 | 할랄 해리                      | 우유 배달부 에릭 |